# En la Patagonia
En la Patagonia /In Patagonia) es un libro de viajes, del escritor inglés Bruce Chatwin acerca de un viaje donde pasa por la Patagonia Argentina, donde descubrirá y tratará de averiguar de los temas más inéditos y diversos.